# Guillermo Redondo Veintemillas
Guillermo Redondo Veintemillas (Saragossa, 1944-2015). Historiador aragonès. Profesor d'Historia Moderna de la Universitat de Saragossa. Doctor en Filosofia i Lletres per la Universitat de Saragossa, de la Facultat de la qual ha estat Secretari i Degà del 1988 al 1993. Expert en Genealogia y Heràldica, dirigeix la revista Emblemata: Revista Aragonesa de Emblemática i la Càtedra «Barón de Valdeolivos» d'Heràldica i Vexicologia de la Institución «Fernando el Católico».

## Biografia
Ha participat en diversos congresos sobre "Història de la Corona d'Aragó" i "Historia Militar" i ha estat guardonat amb diverses distincions, com el premi «Jerónimo de Blancas» de l'Ajuntament de Saragossa, el premi de la I.F.C. de la Diputación Provincial de Zaragoza, el premi «San Jorge» de la crítica, el premi «Dalmiro de Valgoma» de la Confederació Internacional de Cièncias Genealògiques i Heràldiques, i el Cadet adete Honorífic de l'Academia General Militar.

## Obra
- Historia de Zaragoza II (Edad Moderna); Zaragoza, 1976.
- Aragón, nuestra tierra (en colab.); Zaragoza, 1977
- La bandera de Aragón (en colab.); Zaragoza, 1978;
- Fernando II y el Reino de Aragón (en colab.); Zaragoza, 1980;
- Aragón en el reinado de Felipe I, (dins de Aragón en su Historia); Zaragoza, 1980;
- Las corporaciones de Artesanos en el Reino de Aragón en el siglo XVII: Bases para su estudio en el municipio de Zaragoza; Zaragoza, 1980.
- El gremio de libreros de Zaragoza y sus antiguas ordinaciones (1573, 1600 y 1679); Zaragoza, 1979.
- El Justicia de Aragón: Historia y Derecho (en colab.); 1985.
- Heráldica aragonesa: Aragón y sus pueblos (en colab.); 1990
- Blasón de Aragón: el escudo y la bandera; 1995.
- Aínsa y su árbol de Sobrarbe: una tradición emblemática viva; 1997.